# Vučja planina
Vučja planina  je planina u Bosni i Hercegovini, na prostoru središnje Bosne. Smještena je između Teslića i Zenice. Najveći vrh nalazi se na 1378 metara nadmorske visine. U biti je ona planinska visoravan. S obzirom na položaj bojišnice na ovoj planini u ratu u BiH 1990-ih, površine su djelimice minirane i nije sigurno kretanje ovom planinom.